# Icebreaker: A Viking Voyage

Icebreaker: A Viking Voyage — відеогра-головоломка, розроблена Nitrome, видана Rovio Entertainment у рамках програми Rovio Stars. Однак станом на квітень 2014 року гра видається Nitrome і більше не публікується Rovio Stars за взаємною згодою.
Гра містить перші епізоди, засновані на однойменній флеш грі. Гра була випущена на iOS у червні 2013 року та була випущена на Android у травні 2014 року
Сюжет полягає в тому, що крижаний вітер зніс вікінгів, залишивши їх застряглими по всій землі та оточивши смертельні пастки та небезпечні вороги. Гравець повинен врятувати вікінгів, повернувши їх на їхній корабель.

## Епізоди
| # | Епізод        | Рівні | Дата випуску     | Бос            |
| - | ------------- | ----- | ---------------- | -------------- |
| 1 | Хаммерфест    | 19    | 20 червня 2013 р | Жодного        |
| 2 | Болото тролів | 39    | 20 червня 2013 р | Гірський троль |
| 3 | Під Dwell     | 38    | 20 червня 2013 р | Змій           |
| 4 | Кракен        | 40    | 7 травня 2014 р  | Кракен (Мозок) |

## Ігровий процес
Ігровий процес складається з розрізання таких об'єктів, як лід, дерево, камінь або мотузки, щоб врятувати вікінгів.